# Liste de groupes de death metal
Cette liste recense des groupes de death metal.

## A
| A Life Once Lost          | États-Unis  |
| Abhorrence                | Finlande    |
| Aborted                   | Belgique    |
| Abruptum                  | Suède       |
| Absu                      | États-Unis  |
| Acid Bath                 | États-Unis  |
| Aeon                      | Suède       |
| Agressor                  | France      |
| Akercocke                 | Royaume-Uni |
| All Shall Perish          | États-Unis  |
| Amon Amarth,              | Suède       |
| Amoral                    | Finlande    |
| Amorphis (débuts)         | Finlande    |
| Anaal Nathrakh,           | Royaume-Uni |
| Anata                     | Suède       |
| Anathema                  | Royaume-Uni |
| Angelcorpse,              | États-Unis  |
| Annotations of an Autopsy | Royaume-Uni |
| Anomally                  | Portugal    |
| Anterior                  | Royaume-Uni |
| Antestor                  | Norvège     |
| Arch Enemy,               | Suède       |
| Arsis                     | États-Unis  |
| As They Sleep             | États-Unis  |
| Asphyx                    | Pays-Bas    |
| As You Drown              | Suède       |
| Astarte                   | Grèce       |
| At the Gates,             | Suède       |
| Atheist,                  | États-Unis  |
| Atrocity                  | Allemagne   |
| Autopsy,                  | États-Unis  |
| Avulsed                   | Espagne     |

Début de page

## B
| Becoming the Archetype             | États-Unis           |
| Behemoth,                          | Pologne              |
| Beneath the Massacre               | Canada               |
| Benediction,                       | Royaume-Uni          |
| Benighted                          | France               |
| The Berzerker                      | Australie            |
| Between the Buried and Me (débuts) | États-Unis           |
| Beyond Creation                    | Canada               |
| Bilocate                           | Jordanie             |
| The Black Dahlia Murder            | États-Unis           |
| Blood Duster,                      | Australie            |
| Blood Red Throne                   | Norvège              |
| Bloodbath,                         | Suède                |
| Bolt Thrower                       | Royaume-Uni          |
| Brujeria,                          | États-Unis / Mexique |
| Bulldozer                          | Italie               |

Début de page

## C
| Cadaver                  | Norvège     |
| Callenish Circle         | Pays-Bas    |
| Cancer,                  | Royaume-Uni |
| Cannibal Corpse,         | États-Unis  |
| Carcass,                 | Royaume-Uni |
| Catamenia                | Finlande    |
| Cattle Decapitation      | États-Unis  |
| Children of Bodom        | Finlande    |
| Chthonic                 | Taïwan      |
| Coffins                  | Japon       |
| Cradle of Filth (débuts) | Royaume-Uni |
| Crematory (débuts)       | Allemagne   |
| The Crown                | Suède       |
| Cynic                    | États-Unis  |

Début de page

## D
| Dark Tranquillity,                    | Suède      |
| Darkane                               | Suède      |
| Darkthrone (sous le nom Black Death), | Norvège    |
| Death,                                | États-Unis |
| Death Decline                         | France     |
| Debauchery                            | Allemagne  |
| Decapitated,                          | Pologne    |
| Deicide,                              | États-Unis |
| Demoniciduth                          | Suisse     |
| Demonoid                              | Suède      |
| DevilDriver                           | États-Unis |
| Dew-Scented                           | Allemagne  |
| Dimension Zero                        | Suède      |
| Dir En Grey                           | Japon      |
| Disbelief                             | Allemagne  |
| Disembowelment                        | Australie  |
| Disgorge                              | États-Unis |
| Dismember,                            | Suède      |
| Dissection,                           | Suède      |
| Divine Heresy                         | États-Unis |
| Dominus                               | Danemark   |
| Drottnar                              | Norvège    |
| Dying Fetus,                          | États-Unis |

Début de page

## E
| Edge of Sanity,         | Suède       |
| Engel                   | Suède       |
| Entombed,               | Suède       |
| Entombed A.D.           | Suède       |
| Entwine (débuts)        | Finlande    |
| Estatic Fear            | Autriche    |
| Eternal Tears of Sorrow | Finlande    |
| Exhumed                 | États-Unis  |
| Extol,                  | Norvège     |
| Extreme Noise Terror    | Royaume-Uni |

Début de page

## F
| Fear Factory        | États-Unis |
| Fleshcrawl,         | Allemagne  |
| Fleshgod Apocalypse | Italie     |
| Frantic Amber       | Suède      |
| Frost Like Ashes    | États-Unis |

Début de page

## G
| Gandalf                  | Finlande   |
| The Gathering (débuts)   | Pays-Bas   |
| Goatwhore                | États-Unis |
| God Among Insects        | Suède      |
| God Dethroned            | Pays-Bas   |
| Gojira                   | France     |
| Gorefest                 | Pays-Bas   |
| Gorguts,                 | Canada     |
| Gorod                    | France     |
| Grave,                   | Suède      |
| Green Carnation (débuts) | Norvège    |

Début de page

## H
| Hackneyed        | Allemagne   |
| Haggard (débuts) | Allemagne   |
| Hate Eternal,    | États-Unis  |
| Hatesphere       | Danemark    |
| The Haunted      | Suède       |
| Hecate Enthroned | Royaume-Uni |
| Holocausto       | Brésil      |
| Hour of Penance  | Italie      |
| Hypocrisy        | Suède       |

Début de page

## I
| Illdisposed    | Danemark   |
| Immolation,    | États-Unis |
| In Flames      | Suède      |
| In Mourning    | Suède      |
| Incantation,   | États-Unis |
| Inevitable End | Suède      |

Début de page

## J
| Job for a Cowboy | États-Unis |

## K
| Kataklysm                     | Canada             |
| Krabathor                     | République tchèque |
| Kreator (fin des années 1990) | Allemagne          |
| Krisiun,                      | Brésil             |

Début de page

## L
| Lacrimas Profundere (débuts) | Allemagne   |
| Living Sacrifice,            | États-Unis  |
| Lock Up                      | Royaume-Uni |
| Loudblast,                   | France      |

Début de page

## M
| Malevolent Creation,    | États-Unis  |
| Marduk (débuts)         | Suède       |
| Masacre                 | Colombie    |
| Massacra,               | France      |
| Massacre,               | États-Unis  |
| Master,                 | États-Unis  |
| Meathook Seed           | Royaume-Uni |
| Merciless               | Suède       |
| Mercyless               | France      |
| Meshuggah               | Suède       |
| Misanthrope             | France      |
| Miseration              | Suède       |
| Misery Index,           | États-Unis  |
| Molotov Solution        | États-Unis  |
| Monstrosity             | États-Unis  |
| Morbid                  | Suède       |
| Morbid Angel,           | États-Unis  |
| Morgoth,                | Allemagne   |
| Mortem,                 | Pérou       |
| Mortician,              | États-Unis  |
| Mortification,          | Australie   |
| My Dying Bride (débuts) | Royaume-Uni |
| Myrkskog                | Norvège     |

Début de page

## N
| Napalm Death | Royaume-Uni |
| Neaera       | Allemagne   |
| Necrophagia, | États-Unis  |
| Necrophagist | Allemagne   |
| Neuraxis     | Canada      |
| Nile,        | États-Unis  |
| No Return    | France      |
| Nocturnus    | États-Unis  |

Début de page

## O
| Obituary,     | États-Unis |
| Obscura       | Allemagne  |
| Opeth         | Suède      |
| Opprobrium    | États-Unis |
| Origin,       | États-Unis |
| Orphaned Land | Israël     |
| Overdose      | Brésil     |

Début de page

## P
| Pantokrator,             | Suède       |
| Panzerchrist             | Danemark    |
| Paradise Lost (débuts)   | Royaume-Uni |
| Pestifer                 | Belgique    |
| Pestilence,              | Pays-Bas    |
| Phazm                    | France      |
| Pig Destroyer,           | États-Unis  |
| Possessed,               | États-Unis  |
| The Project Hate MCMXCIX | Suède       |
| Psycroptic               | Australie   |
| Pungent Stench,          | Autriche    |

Début de page

## R
| The Red Chord   | États-Unis         |
| Repulsion       | États-Unis         |
| Revocation      | États-Unis         |
| Rivers of Nihil | États-Unis         |
| Root            | République tchèque |

Début de page

## S
| Sacrificium         | Allemagne  |
| Salem               | Israël     |
| Sarcófago           | Brésil     |
| Saturnus            | Danemark   |
| Scar Symmetry       | Suède      |
| Scarve              | France     |
| Sentenced (débuts)  | Finlande   |
| Septicflesh         | Grèce      |
| Sepultura,          | Brésil     |
| Six Feet Under,     | États-Unis |
| Skinless,           | États-Unis |
| Soilwork            | Suède      |
| Soul Embraced       | États-Unis |
| Spawn of Possession | Suède      |
| Suffocation,        | États-Unis |

Début de page

## T
| Terrorizer                   | États-Unis         |
| Therion,                     | Suède              |
| Through the Eyes of the Dead | États-Unis         |
| Tiamat (débuts)              | Suède              |
| !T.O.O.H.!                   | République tchèque |
| Tourniquet                   | États-Unis         |
| Trauma                       | Pologne            |

Début de page

## U
| Underoath (débuts) | États-Unis |
| Unleashed,         | Suède      |

Début de page

## V
| Vader,           | Pologne    |
| Vengeance Rising | États-Unis |
| Vital Remains    | États-Unis |
| Vomitory,        | Suède      |

Début de page

## Z
| Zao | États-Unis |

Début de page